# Albert Henry Munsell

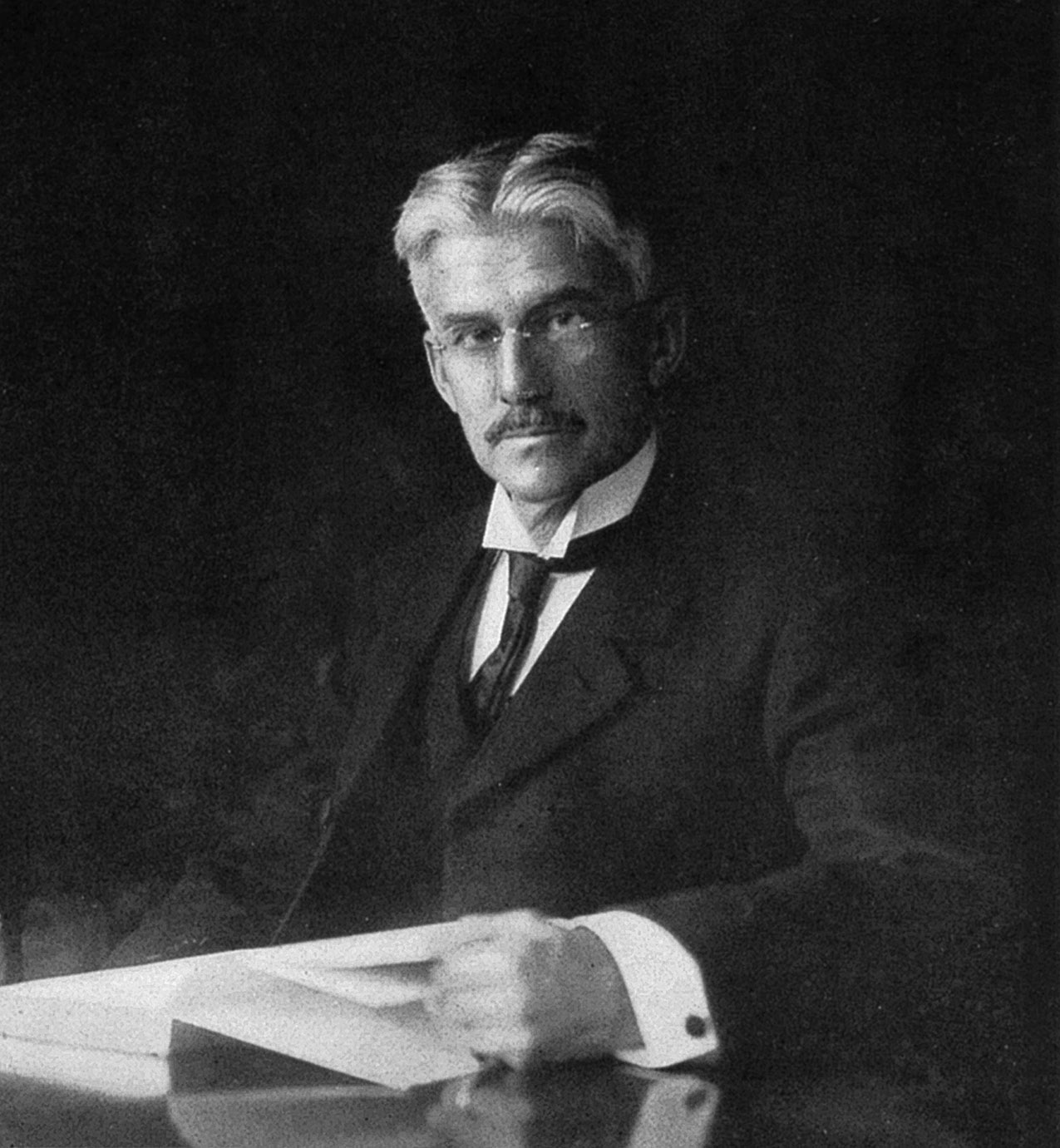
Albert Henry Munsell

Albert Henry Munsell (* 6. Januar 1858 in Boston, Massachusetts; † 28. Juni 1918 in Brookline, Massachusetts) war ein US-amerikanischer Maler und Kunstlehrer, der durch sein Farbordnungssystem bekannt wurde. Das Munsell Color Order System (Munsell-Farbsystem) ist in angloamerikanischen Ländern bis heute gebräuchlich.

## Leben und Wirken
Viele Maler seiner Zeit hatten das Ziel, ein System zu schaffen, das ihnen die Arbeit der Farbzusammenstellung und der eindeutigen Farbkennzeichnung erleichtern sollte. Munsell stellte dazu Farbmuster her, die in einem Farbkatalog zusammengefasst werden sollten. Zunächst ging er – der Zeit entsprechend – vom Idealkörper der Kugel aus, machte mit seiner Erfahrung als Maler jedoch schnell Diskrepanzen aus. Daher stellte er nun seine Empfindung über die Form des Farbkörpers und ordnete die materiellen Proben gleichabständig an, das heißt, der Abstand zwischen benachbarten Farbmustern wurde im gesamten System als gleichmäßig wahrgenommen. Munsell sprach von einem „color tree“, also einem Farbenbaum.
Alle Farbmuster sind eindeutig durch eine alphanumerische Bezeichnung beschrieben, wodurch Farbe „transportierbar“ wird.
Auf Empfehlung von „American Standards“ wurde Munsells System zum Standard für Oberflächenfarben erhoben. Es wurde Grundlage weiterer Forschungen durch die Optical Society of America (OSA). Auch die Internationale Beleuchtungskommission (Commission Internationale de l’Éclairage, CIE) nutzte Munsells Arbeiten für das CIE-Normvalenzsystem (Tristimulussystem) von 1931. In den 1940er Jahren wurde der Munsell-Katalog mit farbmetrischen Methoden gemessen und daraufhin, an wenigen Mustern nachgebessert, zur „Munsell Renotation“.
Ein Jahr vor seinem Tod hatte Munsell die Munsell Color Company gegründet, welche die wirtschaftlichen Rechte verwertet und sein Werk fortsetzt; heute gehört die Firma zu X-Rite.
In Deutschland ist Munsell weniger bekannt, hier wirkte mit gleicher Zielsetzung vor allem Wilhelm Ostwald.
Eine literarische Verwertung seiner Person findet sich in dem Roman „Shades of Grey“ des Autors Jasper Fforde, welches im Oktober 2010 in Großbritannien erstveröffentlicht wurde, und etwa ein Jahr später in Deutschland unter dem Titel „Grau“ erschien.

## Werke
- A Color Notation (1905)
- Atlas of the Munsell Color System (1915)